# نوتشانو
نوتشانو (بالإيطالية: Nocciano)‏ هي بلدية في مقاطعة بسكارا في إقليم أبروتسو الإيطالي.

## السكان
في سنة 1861 بلغ عدد السكان 1٬649 نسمة، وتطور العدد ليصل في سنة 2018 لـ 1٬806 نسمة.
يظهر هذا المخطط البياني تطور النمو السكاني لـ نوتشانو